# Municipio de Bennett-Lemmons
El municipio de Bennett-Lemmons (en inglés: Bennett-Lemmons Township) es un municipio ubicado en el condado de Clay en el estado estadounidense de Arkansas. En el año 2010 tenía una población de 643 habitantes y una densidad poblacional de 3,13 personas por km².

## Geografía
El municipio de Bennett-Lemmons se encuentra ubicado en las coordenadas 36°25′14″N 90°24′24″O / 36.42056, -90.40667. Según la Oficina del Censo de los Estados Unidos, el municipio tiene una superficie total de 205.47 km², de la cual 205,14 km² corresponden a tierra firme y (0,16 %) 0,33 km² es agua.

## Demografía
Según el censo de 2010, había 643 personas residiendo en el municipio de Bennett-Lemmons. La densidad de población era de 3,13 hab./km². De los 643 habitantes, el municipio de Bennett-Lemmons estaba compuesto por el 97,2 % blancos, el 0,16 % eran afroamericanos, el 0,31 % eran amerindios, el 0,16 % eran isleños del Pacífico, el 0,31 % eran de otras razas y el 1,87 % eran de una mezcla de razas. Del total de la población el 1,09 % eran hispanos o latinos de cualquier raza.